# Formica cinerea
Formica cinerea é uma espécie de formiga do gênero Formica, pertencente à subfamília Formicinae.